# Seznam južnoafriških dirkačev
Seznam južnoafriških dirkačev.

## B
- Trevor Blokdyk
- Luki Botha

## C
- Dave Charlton

## D
- Peter de Klerk
- Paddy Driver

## J
- Bruce Johnstone

## K
- Eddie Keizan

## L
- Neville Lederle

## M
- Tony Maggs

## N
- Brausch Niemann

## P
- Ernie Pieterse
- Jackie Pretorius

## S
- Ian Scheckter
- Jody Scheckter
- Doug Serrurier

## T
- Guy Tunmer

## V
- Basil van Rooyen

## W
- Desiré Wilson